# Nevermind (album)
Nevermind is het tweede studioalbum van de Amerikaanse grungeband Nirvana. Het album werd op 24 september 1991 uitgebracht en betekende de definitieve doorbraak voor de band. De groep scoorde een wereldhit met de single Smells Like Teen Spirit; ook In Bloom, Come as You Are en Lithium werden hits.

## Invloed
Voordien was Nirvana een van de vele obscure groepjes uit Seattle, nadien waren ze een commerciële hoogvlieger die het hele muzieklandschap had veranderd. Nadat de jaren tachtig werden gedomineerd door hairmetal en electropop, werd mede dankzij Nevermind de muziek meer georiënteerd op rock. Samen met andere grungebands uit Seattle, zoals Pearl Jam en Alice in Chains, veranderden ze het gezicht van de commerciële muziek volledig. Ze brachten de underground als het ware naar boven.
Het album dankte zijn succes ook aan de propere productie – tegen de normale grungegewoonte in – die het album en met name het nummer Smells Like Teen Spirit geschikt maakte om op de muziekzender MTV gespeeld te worden. De producer was Butch Vig; die sinds 1994 ook de drummer is van de power-pop band Garbage.

## Hoes
De baby die naakt op de hoes te zien is is Spencer Elden. Hij werd willekeurig gekozen. Als beloning beloofden Kurt en Courtney later eens met hem naar een restaurant te gaan (wat nooit gebeurde, aangezien Kurt Cobain zelfmoord pleegde). Op de cover is hij vier maanden oud. De vishaak met het dollarbiljet eraan werd later digitaal toegevoegd. Het beeld symboliseert de teloorgang van de jeugdige onschuld.
De ouders van Elden kregen 200 dollar voor de foto. In 2007 gaf Elden aan zich te schamen voor de foto waarop hij naakt te zien is. Naar eigen zeggen voelt hij zich de allergrootste pornoster ter wereld, omdat de cd over de gehele wereld verkocht is.
Echter, in 2016 verklaart hij er vrede mee te hebben en heeft zelfs een "25 jaar na dato"-foto laten maken, waarbij hij zelf heeft voorgesteld ook bij deze foto naakt te zijn. Dit laatste is door de fotograaf tegengehouden.
In augustus 2021 klaagde Elden de band aan, omdat hij het gebruik van zijn foto op de hoes "kinderporno" en "seksuele uitbuiting" vindt. Ook zou hem beloofd zijn dat zijn geslachtsdeel met een sticker verhuld zou worden. Hij eiste een schadevergoeding van 150 duizend Amerikaanse dollar. Zijn rechtszaak werd in januari 2022 afgewezen. Elden heeft de zaak met een anders geformuleerde eis opnieuw aangespannen.

## Geheim nummer
De eerste vijftigduizend exemplaren van dit album stopten na het nummer Something in the Way. Alle andere bevatten na dat nummer een stilte van tien minuten gevolgd door een verborgen nummer: Endless, Nameless. Het is een soort jamsessie die ontstond toen een opname van Lithium misliep.

## Track listing
1. "Smells Like Teen Spirit" (Cobain/Nirvana) - 5:02
2. "In Bloom" (Cobain/Nirvana) - 4:15
3. "Come as You Are" (Cobain/Nirvana) - 3:39
4. "Breed" (Cobain/Nirvana) - 3:04
5. "Lithium" (Cobain/Nirvana) - 4:17
6. "Polly" (Cobain/Nirvana) - 2:56
7. "Territorial Pissings" (Cobain/Nirvana) - 2:23
8. "Drain You" (Cobain/Nirvana) - 3:44
9. "Lounge Act" (Cobain/Nirvana) - 2:37
10. "Stay Away" (Cobain/Nirvana) - 3:33
11. "On a Plain" (Cobain/Nirvana) - 3:17
12. "Something in the Way" (Cobain/Nirvana) - 3:51
13. "Endless, Nameless" (Verborgen nummer) (Cobain/Nirvana)

## Hitnoteringen

### NederlandseAlbum Top 100
| Hitnotering (week 1 t/m 6): 16-11-1991 t/m 21-12-1991 Hitnotering (week 7 t/m 31): 04-01-1992 t/m 20-06-1992 Hitnotering (week 32 t/m 48): 01-08-1992 t/m 21-11-1992 Hitnotering (week 49 t/m 53): 06-02-1993 t/m 06-03-1993 Hitnotering (week 54 t/m 113): 30-04-1994 t/m 24-06-1995 Hitnotering (week 114 t/m 119): 01-10-2011 t/m 05-11-2011 | Hitnotering (week 1 t/m 6): 16-11-1991 t/m 21-12-1991 Hitnotering (week 7 t/m 31): 04-01-1992 t/m 20-06-1992 Hitnotering (week 32 t/m 48): 01-08-1992 t/m 21-11-1992 Hitnotering (week 49 t/m 53): 06-02-1993 t/m 06-03-1993 Hitnotering (week 54 t/m 113): 30-04-1994 t/m 24-06-1995 Hitnotering (week 114 t/m 119): 01-10-2011 t/m 05-11-2011 | Hitnotering (week 1 t/m 6): 16-11-1991 t/m 21-12-1991 Hitnotering (week 7 t/m 31): 04-01-1992 t/m 20-06-1992 Hitnotering (week 32 t/m 48): 01-08-1992 t/m 21-11-1992 Hitnotering (week 49 t/m 53): 06-02-1993 t/m 06-03-1993 Hitnotering (week 54 t/m 113): 30-04-1994 t/m 24-06-1995 Hitnotering (week 114 t/m 119): 01-10-2011 t/m 05-11-2011 | Hitnotering (week 1 t/m 6): 16-11-1991 t/m 21-12-1991 Hitnotering (week 7 t/m 31): 04-01-1992 t/m 20-06-1992 Hitnotering (week 32 t/m 48): 01-08-1992 t/m 21-11-1992 Hitnotering (week 49 t/m 53): 06-02-1993 t/m 06-03-1993 Hitnotering (week 54 t/m 113): 30-04-1994 t/m 24-06-1995 Hitnotering (week 114 t/m 119): 01-10-2011 t/m 05-11-2011 | Hitnotering (week 1 t/m 6): 16-11-1991 t/m 21-12-1991 Hitnotering (week 7 t/m 31): 04-01-1992 t/m 20-06-1992 Hitnotering (week 32 t/m 48): 01-08-1992 t/m 21-11-1992 Hitnotering (week 49 t/m 53): 06-02-1993 t/m 06-03-1993 Hitnotering (week 54 t/m 113): 30-04-1994 t/m 24-06-1995 Hitnotering (week 114 t/m 119): 01-10-2011 t/m 05-11-2011 | Hitnotering (week 1 t/m 6): 16-11-1991 t/m 21-12-1991 Hitnotering (week 7 t/m 31): 04-01-1992 t/m 20-06-1992 Hitnotering (week 32 t/m 48): 01-08-1992 t/m 21-11-1992 Hitnotering (week 49 t/m 53): 06-02-1993 t/m 06-03-1993 Hitnotering (week 54 t/m 113): 30-04-1994 t/m 24-06-1995 Hitnotering (week 114 t/m 119): 01-10-2011 t/m 05-11-2011 | Hitnotering (week 1 t/m 6): 16-11-1991 t/m 21-12-1991 Hitnotering (week 7 t/m 31): 04-01-1992 t/m 20-06-1992 Hitnotering (week 32 t/m 48): 01-08-1992 t/m 21-11-1992 Hitnotering (week 49 t/m 53): 06-02-1993 t/m 06-03-1993 Hitnotering (week 54 t/m 113): 30-04-1994 t/m 24-06-1995 Hitnotering (week 114 t/m 119): 01-10-2011 t/m 05-11-2011 | Hitnotering (week 1 t/m 6): 16-11-1991 t/m 21-12-1991 Hitnotering (week 7 t/m 31): 04-01-1992 t/m 20-06-1992 Hitnotering (week 32 t/m 48): 01-08-1992 t/m 21-11-1992 Hitnotering (week 49 t/m 53): 06-02-1993 t/m 06-03-1993 Hitnotering (week 54 t/m 113): 30-04-1994 t/m 24-06-1995 Hitnotering (week 114 t/m 119): 01-10-2011 t/m 05-11-2011 | Hitnotering (week 1 t/m 6): 16-11-1991 t/m 21-12-1991 Hitnotering (week 7 t/m 31): 04-01-1992 t/m 20-06-1992 Hitnotering (week 32 t/m 48): 01-08-1992 t/m 21-11-1992 Hitnotering (week 49 t/m 53): 06-02-1993 t/m 06-03-1993 Hitnotering (week 54 t/m 113): 30-04-1994 t/m 24-06-1995 Hitnotering (week 114 t/m 119): 01-10-2011 t/m 05-11-2011 | Hitnotering (week 1 t/m 6): 16-11-1991 t/m 21-12-1991 Hitnotering (week 7 t/m 31): 04-01-1992 t/m 20-06-1992 Hitnotering (week 32 t/m 48): 01-08-1992 t/m 21-11-1992 Hitnotering (week 49 t/m 53): 06-02-1993 t/m 06-03-1993 Hitnotering (week 54 t/m 113): 30-04-1994 t/m 24-06-1995 Hitnotering (week 114 t/m 119): 01-10-2011 t/m 05-11-2011 | Hitnotering (week 1 t/m 6): 16-11-1991 t/m 21-12-1991 Hitnotering (week 7 t/m 31): 04-01-1992 t/m 20-06-1992 Hitnotering (week 32 t/m 48): 01-08-1992 t/m 21-11-1992 Hitnotering (week 49 t/m 53): 06-02-1993 t/m 06-03-1993 Hitnotering (week 54 t/m 113): 30-04-1994 t/m 24-06-1995 Hitnotering (week 114 t/m 119): 01-10-2011 t/m 05-11-2011 | Hitnotering (week 1 t/m 6): 16-11-1991 t/m 21-12-1991 Hitnotering (week 7 t/m 31): 04-01-1992 t/m 20-06-1992 Hitnotering (week 32 t/m 48): 01-08-1992 t/m 21-11-1992 Hitnotering (week 49 t/m 53): 06-02-1993 t/m 06-03-1993 Hitnotering (week 54 t/m 113): 30-04-1994 t/m 24-06-1995 Hitnotering (week 114 t/m 119): 01-10-2011 t/m 05-11-2011 | Hitnotering (week 1 t/m 6): 16-11-1991 t/m 21-12-1991 Hitnotering (week 7 t/m 31): 04-01-1992 t/m 20-06-1992 Hitnotering (week 32 t/m 48): 01-08-1992 t/m 21-11-1992 Hitnotering (week 49 t/m 53): 06-02-1993 t/m 06-03-1993 Hitnotering (week 54 t/m 113): 30-04-1994 t/m 24-06-1995 Hitnotering (week 114 t/m 119): 01-10-2011 t/m 05-11-2011 | Hitnotering (week 1 t/m 6): 16-11-1991 t/m 21-12-1991 Hitnotering (week 7 t/m 31): 04-01-1992 t/m 20-06-1992 Hitnotering (week 32 t/m 48): 01-08-1992 t/m 21-11-1992 Hitnotering (week 49 t/m 53): 06-02-1993 t/m 06-03-1993 Hitnotering (week 54 t/m 113): 30-04-1994 t/m 24-06-1995 Hitnotering (week 114 t/m 119): 01-10-2011 t/m 05-11-2011 | Hitnotering (week 1 t/m 6): 16-11-1991 t/m 21-12-1991 Hitnotering (week 7 t/m 31): 04-01-1992 t/m 20-06-1992 Hitnotering (week 32 t/m 48): 01-08-1992 t/m 21-11-1992 Hitnotering (week 49 t/m 53): 06-02-1993 t/m 06-03-1993 Hitnotering (week 54 t/m 113): 30-04-1994 t/m 24-06-1995 Hitnotering (week 114 t/m 119): 01-10-2011 t/m 05-11-2011 | Hitnotering (week 1 t/m 6): 16-11-1991 t/m 21-12-1991 Hitnotering (week 7 t/m 31): 04-01-1992 t/m 20-06-1992 Hitnotering (week 32 t/m 48): 01-08-1992 t/m 21-11-1992 Hitnotering (week 49 t/m 53): 06-02-1993 t/m 06-03-1993 Hitnotering (week 54 t/m 113): 30-04-1994 t/m 24-06-1995 Hitnotering (week 114 t/m 119): 01-10-2011 t/m 05-11-2011 | Hitnotering (week 1 t/m 6): 16-11-1991 t/m 21-12-1991 Hitnotering (week 7 t/m 31): 04-01-1992 t/m 20-06-1992 Hitnotering (week 32 t/m 48): 01-08-1992 t/m 21-11-1992 Hitnotering (week 49 t/m 53): 06-02-1993 t/m 06-03-1993 Hitnotering (week 54 t/m 113): 30-04-1994 t/m 24-06-1995 Hitnotering (week 114 t/m 119): 01-10-2011 t/m 05-11-2011 | Hitnotering (week 1 t/m 6): 16-11-1991 t/m 21-12-1991 Hitnotering (week 7 t/m 31): 04-01-1992 t/m 20-06-1992 Hitnotering (week 32 t/m 48): 01-08-1992 t/m 21-11-1992 Hitnotering (week 49 t/m 53): 06-02-1993 t/m 06-03-1993 Hitnotering (week 54 t/m 113): 30-04-1994 t/m 24-06-1995 Hitnotering (week 114 t/m 119): 01-10-2011 t/m 05-11-2011 | Hitnotering (week 1 t/m 6): 16-11-1991 t/m 21-12-1991 Hitnotering (week 7 t/m 31): 04-01-1992 t/m 20-06-1992 Hitnotering (week 32 t/m 48): 01-08-1992 t/m 21-11-1992 Hitnotering (week 49 t/m 53): 06-02-1993 t/m 06-03-1993 Hitnotering (week 54 t/m 113): 30-04-1994 t/m 24-06-1995 Hitnotering (week 114 t/m 119): 01-10-2011 t/m 05-11-2011 |
| Week: | 1 | 2 | 3 | 4 | 5 | 6 | | 7 | 8 | 9 | 10 | 11 | 12 | 13 | 14 | 15 | 16 | 17 |
| --- | --- | --- | --- | --- | --- | --- | --- | --- | --- | --- | --- | --- | --- | --- | --- | --- | --- | --- |
| Positie: | 87 | 59 | 44 | 32 | 27 | 20 | uit | 14 | 10 | 7 | 5 | 5 | 4 | 3 | 3 | 6 | 8 | 9 |
| Week: | 18 | 19 | 20 | 21 | 22 | 23 | 24 | 25 | 26 | 27 | 28 | 29 | 30 | 31 | | 32 | 33 | 34 |
| Positie: | 10 | 18 | 22 | 28 | 29 | 39 | 47 | 57 | 51 | 46 | 52 | 73 | 75 | 99 | uit | 81 | 68 | 58 |
| Week: | 35 | 36 | 37 | 38 | 39 | 40 | 41 | 42 | 43 | 44 | 45 | 46 | 47 | 48 | | 49 | 50 | 51 |
| Positie: | 43 | 41 | 38 | 34 | 32 | 38 | 33 | 40 | 65 | 74 | 78 | 79 | 88 | 100 | uit | 74 | 65 | 77 |
| Week: | 52 | 53 | | 54 | 55 | 56 | 57 | 58 | 59 | 60 | 61 | 62 | 63 | 64 | 65 | 66 | 67 | 68 |
| Positie: | 77 | 72 | uit | 35 | 9 | 5 | 5 | 7 | 12 | 23 | 28 | 30 | 31 | 32 | 39 | 50 | 52 | 52 |
| Week: | 69 | 70 | 71 | 72 | 73 | 74 | 75 | 76 | 77 | 78 | 79 | 80 | 81 | 82 | 83 | 84 | 85 | 86 |
| Positie: | 57 | 57 | 50 | 51 | 46 | 44 | 56 | 61 | 56 | 56 | 50 | 55 | 59 | 65 | 78 | 83 | 72 | 68 |
| Week: | 87 | 88 | 89 | 90 | 91 | 92 | 93 | 94 | 95 | 96 | 97 | 98 | 99 | 100 | 101 | 102 | 103 | 104 |
| Positie: | 79 | 69 | 73 | 75 | 75 | 78 | 66 | 76 | 85 | 87 | 86 | 76 | 76 | 81 | 89 | 90 | 97 | 100 |
| Week: | 105 | 106 | 107 | 108 | 109 | 110 | 111 | 112 | 113 | | 114 | 115 | 116 | 117 | 118 | 119 | | |
| Positie: | 88 | 72 | 65 | 58 | 56 | 65 | 73 | 91 | 99 | uit | 13 | 27 | 51 | 66 | 93 | 98 | uit | |

### VlaamseUltratop 100Albums
In de Vlaamse Ultratop 100 Albumlijst werden de noteringen van het originele album uit 1991 en de "Deluxe edition" uit 2011 niet bij elkaar opgeteld.

#### Nevermind
| Hitnotering: 29-04-1995 t/m 27-05-1995 | Hitnotering: 29-04-1995 t/m 27-05-1995 | Hitnotering: 29-04-1995 t/m 27-05-1995 | Hitnotering: 29-04-1995 t/m 27-05-1995 | Hitnotering: 29-04-1995 t/m 27-05-1995 | Hitnotering: 29-04-1995 t/m 27-05-1995 | Hitnotering: 29-04-1995 t/m 27-05-1995 |
| Week:                                  | 1                                      | 2                                      | 3                                      | 4                                      | 5                                      |                                        |
| -------------------------------------- | -------------------------------------- | -------------------------------------- | -------------------------------------- | -------------------------------------- | -------------------------------------- | -------------------------------------- |
| Positie:                               | 35                                     | 35                                     | 47                                     | 37                                     | 37                                     | uit                                    |

#### Nevermind - Deluxe edition
| Hitnotering: 01-10-2011 t/m 12-11-2011 | Hitnotering: 01-10-2011 t/m 12-11-2011 | Hitnotering: 01-10-2011 t/m 12-11-2011 | Hitnotering: 01-10-2011 t/m 12-11-2011 | Hitnotering: 01-10-2011 t/m 12-11-2011 | Hitnotering: 01-10-2011 t/m 12-11-2011 | Hitnotering: 01-10-2011 t/m 12-11-2011 | Hitnotering: 01-10-2011 t/m 12-11-2011 | Hitnotering: 01-10-2011 t/m 12-11-2011 |
| Week:                                  | 1                                      | 2                                      | 3                                      | 4                                      | 5                                      | 6                                      | 7                                      |                                        |
| -------------------------------------- | -------------------------------------- | -------------------------------------- | -------------------------------------- | -------------------------------------- | -------------------------------------- | -------------------------------------- | -------------------------------------- | -------------------------------------- |
| Positie:                               | 22                                     | 14                                     | 20                                     | 28                                     | 55                                     | 74                                     | 80                                     | uit                                    |